# Blizzard de 2008 en Afghanistan
Le blizzard de 2008 en Afghanistan est un violent blizzard qui a frappé l'Afghanistan le 10 janvier 2008. Les températures sont tombées à un minimum de -30 °C, avec jusqu'à 180 centimètres de neige dans les régions les plus montagneuses, tuant au moins 926 personnes. Les organisations humanitaires et les troupes étrangères ont distribué plusieurs tonnes de vêtements, couvertures, nourriture et carburant dans les provinces du pays et dans les villages montagneux reculés. Les hôpitaux ont procédé à des amputations d'engelures sur au moins 100 personnes à travers le pays, car beaucoup marchaient pieds nus dans la boue glacée et la neige. 100 000 moutons et chèvres, et près de 315 000 bovins sont morts à cause du blizzard.
La catastrophe naturelle est mentionnée et analysée à plusieurs reprises dans des médias internationaux comme Vice en 2016, Fox News en 2020, ou encore The Economic Times en 2023, et a disposé d'une importante couverture médiatique internationale en 2008, notamment sur CNN, Al Jazeera, ou CBC.